# 2024년 비디오 게임
2024년 비디오 게임 산업에서 2023년 상황과 마찬가지로 정리해고가 대량 발생했다. 마이크로소프트 게이밍, 일렉트로닉 아츠 및 소니 인터랙티브 엔터테인먼트에서 상당한 직원이 퇴직당해 1, 2월에만 약 8천 명이 실업했다.

## 최상위 게임

### 전폭적 호평을 받은 게임
다음 표는 메타크리틱 기준으로 최상위 점수를 받은 2024년 비디오 게임 목록이다.
| 제목                                   | 개발사                   | 배급사                       | 출시일   | 기종 | 평균점수 |
| -------------------------------------- | ------------------------ | ---------------------------- | -------- | ---- | -------- |
| 파이널 판타지 VII 리버스               | 스퀘어 에닉스            | 스퀘어 에닉스                | 2월 29일 | PS5  | 92       |
| 발라트로                               | 로컬썽크                 | 플레이스택                   | 2월 20일 | PC   | 90       |
| 더 라스트 오브 어스 파트 II 리마스터드 | 너티 독                  | 소니 인터랙티브 엔터테인먼트 | 1월 19일 | PS5  | 90       |
| 철권 8                                 | 반다이 남코 엔터테인먼트 | 반다이 남코 엔터테인먼트     | 1월 26일 | PS5  | 90       |